# Meiosimyza compsella
Meiosimyza compsella är en tvåvingeart som först beskrevs av Friedrich Georg Hendel 1903.  Meiosimyza compsella ingår i släktet Meiosimyza och familjen lövflugor. Inga underarter finns listade i Catalogue of Life.